# Bruno Le Floc'h
Bruno Le Floc'h, né le 20 novembre 1957 à Pont-l’Abbé et mort le 5 octobre 2012 à Nantes, est un auteur de bande dessinée français ayant précédemment travaillé dans le milieu de l'animation, notamment en qualité de storyboarder.

## Biographie
Bruno Le Floc'h est né à Pont-l’Abbé. Son père était forgeron de marine. En matière de bande dessinée, Le Floc'h reçoit l'influence de Pilote (Nikita Mandryka, Gotlib et Claire Bretécher) et d'Hugo Pratt,. Dans le domaine littéraire, il apprécie Joseph Conrad, Francisco Coloane et Gabriel García Márquez. 
Il étudie à l'École nationale supérieure des arts décoratifs à Paris et commence sa carrière dans l'animation, exerçant comme storyboarder pour des séries jeunesse à la télévision, comme les Tortues Ninja, et devient directeur artistique de L'Île de Black Mór (2004). Il crée également des bandes dessinées : la première est un recueil de nouvelles en noir et blanc, Au bord du monde (2003), suivie de Trois Éclats blancs, qui narre la construction du phare d'Ar-Men et lui vaut le prix René-Goscinny ; il réalise ensuite Une après-midi d'été et Saint-Germain, puis rouler vers l'ouest ! (2009). Il est l'auteur de l'album Paysage au chien rouge, qui met en scène Paul Gauguin et le pays de Pont-Aven ; initialement publié en 2007, l'ouvrage connaît une édition augmentée en 2015. Il publie une trilogie, Chroniques Outremers, à partir de 2011, dans laquelle il emploie l'informatique pour les couleurs. Il participe à un album collectif intitulé D'un quai à l'autre (éd. Ouest-France, 2006). En parallèle, Le Floc'h enseigne le storyboard à l'école Pivaut, de Nantes. En 2010, il préside le festival Livre & Mer à Concarneau.
Ses œuvres traduisent sa fascination pour la mer, très présente dans sa vie,. Il décède en octobre 2012. En février 2013, il reçoit à titre posthume le grand prix de la BD bretonne lors du salon Penn ar BD de Quimper, en récompense des Chroniques Outremers.
Après son décès, son épouse en collaboration avec Brieg Haslé Le Gall (journaliste et historien de la bande dessinée), fonde l'association, « Les Amis de Bruno Le Floc'h ». L'objectif de l'association est d'entretenir la mémoire et de présenter les œuvres, publiées ou inédites de Bruno, comme par exemple à Quai des Bulles et au Musée bigouden. En parallèle est publié l'ouvrage : Une mode à croquer, Bruno le Floc'h et son Pays bigouden, ainsi qu'une édition augmentée des Chroniques Outremers.

## Œuvres
- Au bord du monde, Delcourt, 2003
Scénario, dessin et couleurs : Bruno Le Floc'h
- Trois Éclats blancs, Delcourt, 2004
Scénario, dessin et couleurs : Bruno Le Floc'h
- Une après-midi d'été, Delcourt, 2006
Scénario, dessin et couleurs : Bruno Le Floc'h
- Paysage au chien rouge, éditions Ouest-France, 2007 ; nouvelle édition refondue, Locus Solus, 2015
Scénario, dessin et couleurs : Bruno Le Floc'h
- Saint-Germain, puis rouler vers l'Ouest!, Dargaud, 2009
Scénario, dessin et couleurs : Bruno Le Floc'h

- Chroniques Outremers, Dargaud, 2011, Tome 1, Méditerranéenne. 2012, Tome 2, Atlantique. Tome 3, 2012, Métisse. Une Intégrale comprenant les trois tomes est parue en 2014 chez Dargaud, accompagnée d'un cahier graphique et d'une postface de Brieg Haslé-Le Gall. Scénario, dessin et couleurs : Bruno Le Floc'h.

## Filmographie (story board)
- 1986 : Moi Renart
- 1987 : Molierissimo
- 1990 : Marianne 1ère
- 1991 : Draculito mon Saigneur
- 1993 : Spirou
- 1994 : Highlander
- 1996 : Princesse Shéhérazade
- 1997 : Les Petites Sorcières
- 2000 : Le Marsupilami
- 2001 : Les Enfants de Toromiro
- 2003 : La Légende de Parva
- 2004 : L'Île de Black Mór

## Prix
- 2004 : Prix René-Goscinny pour Trois Éclats blancs[17] ;
- 2013 : Grand Prix de la BD bretonne.

### Documentation
- Brieg Haslé-Le Gall et Armelle Le Minor, Une mode à croquer : Bruno Le Floc'h et son Pays bigouden, Lopérec, Locus Solus, janvier 2014, 64 p. (ISBN 978-2-36833-037-1).

#### Chroniques
- Olivier Mimran, « Une après-midi d'été : avec le temps, va... », dBD, no 4,‎ juillet-août 2006, p. 29.
- A. Perroud, « Paysage au chien rouge », sur BD Gest', 7 décembre 2015.
- M. Lalout-Hédard, « Chroniques Outremers 1. Méditerranéenne », sur BD Gest', 7 mai 2009.
- « BD : Le Paysage au chien rouge revient enfin ! », Le Télégramme,‎ 19 novembre 2015.
- Laurent Beauvallet, « Bruno Le Floc'h, œuvre solaire, héros solitaires », Ouest-France,‎ 26 octobre 2014.
- Corinne Argentini, « Le troisième tome de la BD Outremers est sorti », Ouest-France,‎ 25 août 2012.